# Most Siekierkowski

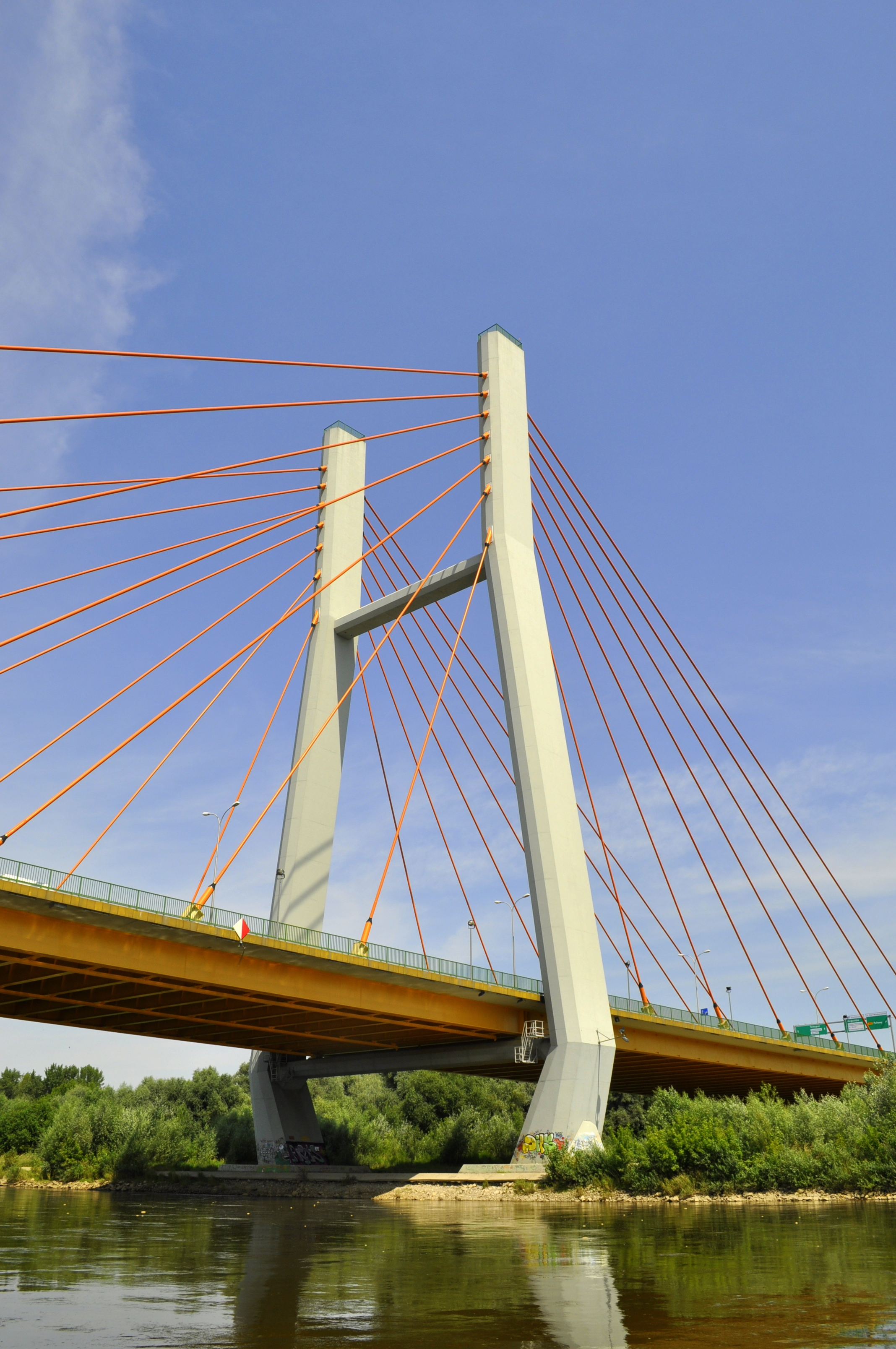
Pylon mostu Siekierkowskiego

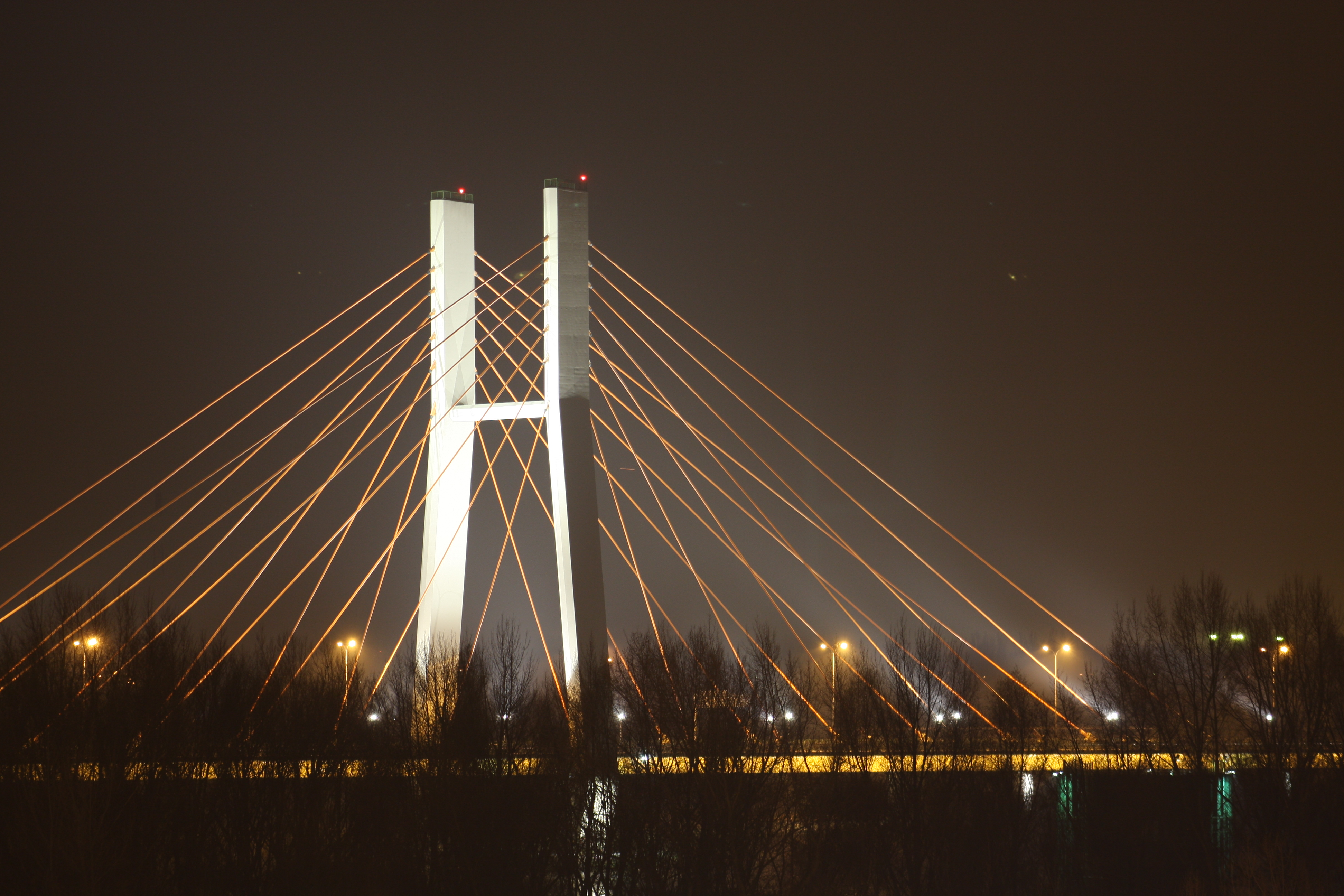
Most Siekierkowski nocą, zachodni pylon

Most Siekierkowski – most wantowy w Warszawie, będący częścią Trasy Siekierkowskiej. Łączy Mokotów z Pragą-Południe i Wawrem.
Od strony Mokotowa do mostu dochodzi aleja Józefa Becka, a od strony Pragi-Południe i Wawra – al. gen. B. Wieniawy-Długoszowskiego.

## Historia
Pierwsze plany dotyczące budowy mostu Siekierkowskiego powstały przed II wojną światową. Na przedwojennych planach umieszczono zarys ulic wzdłuż planowanej południowej obwodnicy kolejowej Warszawy. Jego śladem jest np. szerokość ulicy Białowieskiej, która początkowo wynikła z połączenia w końcu lat 50. ulic Rembertowskiej (zlikwidowana) i Białowieskiej. Często jest on brany za zarys planowanej „trasy siekierkowskiej”. W rzeczywistości nie postrzegano wtedy tej okolicy za miejsce planowania miasta. Projektowano tu lotnisko na Gocławiu, a most Poniatowskiego był główną przeprawą jeszcze przez wiele lat i planowano do niego kierować np. ul. Ostrobramską. Z obwodnicy kolejowej zrealizowano wyłącznie wylot na Radom.
Most powstał jako główny element Trasy Siekierkowskiej, która łączy węzeł komunikacyjny u zbiegu ulic Czerniakowskiej i Witosa na Mokotowie z węzłem Marsa: skrzyżowaniem ulic Ostrobramskiej, Marsa i Płowieckiej na Gocławku. Umożliwia też dojazd z lewego brzegu Wisły do osiedli: Gocław, Saska Kępa, Grochów, Las, Zerzeń, Nowy Wawer oraz wyjazd w kierunku Lublina i Terespola z pominięciem śródmieścia – jak i wyjazd z tych kierunków na zachód. Planowana jest także Trasa Olszynki Grochowskiej, która włączy Most w drugą obwodnicę Warszawy i umożliwi wyjazd także w kierunku Białegostoku.
Został oddany do użytku 21 września 2002. Jego budowa wraz z drogami dojazdowymi trwała 2 lata. W otwarciu brali udział m.in. Prezydent RP Aleksander Kwaśniewski, Prezes Rady Ministrów Leszek Miller, Marszałek Sejmu Marek Borowski, wicemarszałek Senatu Kazimierz Kutz oraz wielu warszawiaków.
Od 1 stycznia 2014 roku do 20 grudnia 2021 roku (otwarcie tunelu pod Ursynowem) po moście przebiegała droga krajowa nr 2, stanowiąca fragment trasy europejskiej E30.
Według danych stołecznego Zarządu Dróg Miejskich w 2018 przez most Siekierkowski przejeżdżało średnio 105 665  pojazdów na dobę. Była to trzecia (po mostach gen. Stefana Grota-Roweckiego i Łazienkowskim) liczba pojazdów wśród ośmiu przepraw drogowych w Warszawie.

## Dane techniczne
Cała konstrukcja mostu jest podwieszana, na dwóch pylonach w kształcie litery H. Pylony mają odpowiednio 90,00 i 90,06 metra. W każdej nodze obu 90-metrowych pylonów mostu znajdują się stalowe schody. Schody prowadzą na wysokość 62 metrów. Dalej prowadzi metalowa drabinka umieszczona wewnątrz betonowej nogi pylonu. Do pylonów przymocowanych jest 56 lin nośnych, o całkowitej długości 5300 metrów. Są one pomalowane na kolor pomarańczowy, co ma chronić ptaki przed zderzeniem.
Most nie posiada żadnych podpór w nurcie rzeki. Po obu brzegach rzeki znajdują się roboty stalowe, wytrzymujące nacisk 3300 ton, dźwigary są zespolone za pomocą sworzni z żelbetową płytą jezdni. Każda z podpór posadowiona na palach wierconych o średnicy 1500 mm o długości do 30 metrów. Most został zaprojektowany na klasę obciążenia A. Podczas próby obciążeniowej w sierpniu 2002 uniósł jednorazowo 940 ton.
Most składa się z dwóch jezdni o trzech pasach ruchu w każdą stronę. Między nimi znajduje się pas rozdzielający o szerokości 2 metrów. Samochody mogą się poruszać z maksymalną prędkością 80 km/h. Dla ruchu pieszego i rowerowego wybudowane zostały chodniki o szerokości od 3,00 do 5,19 metra.
Jest to drugi po moście Świętokrzyskim most przystosowany do jazdy rowerem już w fazie budowy.
Głównym projektantem mostu Siekierkowskiego był Stefan Filipiuk. Dyrektorem budowy był Jerzy Bogaczyk (kierował także budową mostu Grota-Roweckiego). Głównym wykonawcą jest firma Mostostal Warszawa S.A., doświadczona już w budowie mostów, wybudowała ich wiele za granicą, a także wszystkie stałe w Warszawie. Pylony wykonała spółka Warbud.

## Upamiętnienie
Most znalazł się na jednym z czterech znaczków pocztowych wydanych w 2008 przez Pocztę Polską w emisji „Mosty w Polsce” (obok mostu Poniatowskiego w Warszawie, mostu im. Ernesta Malinowskiego w Toruniu i mostu spawanego w Maurzycach).